# Diméthylacétamide
Le diméthylacétamide, ou DMAc, est un composé chimique de formule CH3CON(CH3)2. Il se présente comme un liquide huileux incolore à jaunâtre miscible avec l'eau et à point d'ébullition élevée couramment utilisé comme solvant polaire en synthèse organique. Il est miscible avec la plupart des autres solvants, bien qu'il soit peu soluble dans les hydrocarbures aliphatiques. Il est produit généralement en faisant réagir de l'anhydride acétique (CH3CO)2O ou de l'acide acétique CH3COOH avec de la diméthylamine HN(CH3)2. On peut également l'obtenir par déshydratation du sel d'acide acétique et de diméthylamine :
CH3COOH·HN(CH3)2 ⟶ CH3CON(CH3)2 + H2O.
Il peut également être obtenu en faisant réagir de la diméthylamine HN(CH3)2 avec de l'acétate de méthyle CH3COOCH3 en présence de méthanolate de sodium CH3ONa avec libération de méthanol CH3OH :

Production industrielle du diméthylacétamide.

La séparation et la purification du produit sont réalisées à travers une distillation fractionnée dans des colonnes de rectification. Les rendements obtenus atteignent 99 % d'acétate de méthyle converti.
Les réactions chimiques du diméthylacétamide sont typiques des amides N,N-disubstituées. Les acides provoquent l'hydrolyse des liaisons acyle–azote, par exemple pour donner du chlorure de diméthylammonium (CH3)2NH2+Cl− sous l'action de l'acide chlorhydrique HCl :
HCl + H2O + CH3CON(CH3)2 ⟶ CH3COOH + (CH3)2NH2+Cl−
Le diméthylacétamide résiste cependant aux bases, ce qui le rend utile comme solvant pour les réactions faisant intervenir des bases fortes comme l'hydroxyde de sodium NaOH.
Le diméthylacétamide est couramment utilisé comme solvant pour les fibres (polyacrylonitrile et élasthanne (Lycra) par exemple) ou dans l'industrie des adhésifs. Il est également utilisé dans la production de médicaments et de plastifiants en tant que milieu réactionnel. Une solution de chlorure de lithium LiCl dans le diméthylacétamide peut dissoudre la cellulose en donnant une véritable dispersion, c'est-à-dire une « vraie » solution, contrairement à la plupart des autres solvants de la cellulose. Pour cette raison, il est utilisé en chromatographie par perméation de gel (en) pour déterminer la distribution de masse molaire d'échantillons de cellulose. Le diméthylacétamide est enfin utilisé comme excipient pour certains médicaments comme le téniposide, le busulfan ou encore l'amsacrine (en).
Comme la plupart des alkylamides simples, le diméthylacétamide présente une faible toxicité aiguë. Une exposition chronique peut induire une hépatotoxicité,,,. À doses élevées (400 mg/kg de masse corporelle par jour), il agit sur le système nerveux central en pouvant provoquer par exemple dépression, hallucination et délire,,. Il peut être incompatible avec les matériaux en polycarbonate ou en acrylonitrile butadiène styrène (ABS) ; le matériel contenant de tels matériaux, comme les seringues, peut se dissoudre au contact de diméthylacétamide.